# Високий Яр (Бакчарський район)
Висо́кий Яр (рос. Высокий Яр) — село у складі Бакчарського району Томської області, Росія. Адміністративний центр Високоярського сільського поселення.

## Населення
Населення — 640 осіб (2010; 753 у 2002).
Національний склад (станом на 2002 рік):
- росіяни — 89 %